# Avengers Grimm
Pour plus de détails, voir Fiche technique et Distribution.
Avengers Grimm est un film de super-héros américain de 2015 écrit, co-édité et réalisé par Jeremy M. Inman. Le film, produit par la société de films de série B The Asylum, met en vedette Casper Van Dien, Lou Ferrigno, Kimo Leopoldo, Lauren Parkinson, Milynn Sarley, Marah Fairclough, Rileah Vanderbilt et Elizabeth Peterson.
Le film est un mockbuster du film de super-héros Marvel Studios Avengers : L'Ère d'Ultron et de la série télévisée de ABC Once Upon a Time.

## Synopsis
Le royaume de Blanche-Neige et du prince charmant est attaqué par l’armée de thralls de Rumpelstiltskin. Après avoir tué le prince, Rumpelstiltskin affronte Blanche-Neige dans la salle du trône. Il veut accéder au Miroir Magique, qui peut agir comme un portail vers une terre sans magie, où il peut régner sans être contesté. Un combat s’ensuit, les faisant tomber à travers le portail du miroir et dans l’autre monde. Plus tard, Cendrillon, la Belle au bois dormant et Raiponce arrivent, notant le temps qui s’est écoulé depuis la bataille et comment le temps de l’autre monde se déplace beaucoup plus vite que le leur. Elles sont rejointes par le Petit Chaperon rouge, qui traque le bras droit de Rumpelstiltskin, le Loup. Ayant survécu à la bataille, le Loup les attaque. Il s’attaque au Chaperon Rouge dans le miroir, le brise et enfonce un éclat dans son épaule. Les princesses les suivent.
Elles arrivent à Los Angeles, mais le Chaperon Rouge et le Loup sont introuvables. Elles tentent de rechercher Blanche-Neige, mais se heurtent à l’hostilité dans un bar. Elles sont rapidement secourues par Blanche-Neige, qui est devenue un combattant de la liberté au cours des six mois qui se sont écoulés. Elle les emmène dans sa cachette, expliquant que Rumpelstiltskin a réussi à gagner un certain pouvoir en devenant le maire Heart. Il continue de laver le cerveau de la population en secret, reconstruisant son armée de thralls. Les princesses parlent à Blanche-Neige du fragment de miroir magique que le Chaperon Rouge possède, apprenant que c’est le seul moyen de rentrer chez elles. Blanche-Neige leur tend des magazines de mode, leur disant de se fondre dans la masse.
Le Chaperon Rouge continue de traquer le Loup, mais finit par encourir la colère du chef de gang local « IronJohn ». John croit en l’ordre et ne tolère pas le chaos. Le Chaperon Rouge, le Loup et John sont tous arrêtés, bien que le Chaperon Rouge s’échappe et soit finalement sauvée par ses amies dans la bataille qui s’ensuit. Le maire Heart rend visite à John et au Loup, libérant le Loup et promettant à John « l’ordre ». Il transforme John en un être de fer digne de son surnom. Ils parviennent à traquer le groupe de Blanche-Neige, ce qui entraîne un combat dans lequel le Chaperon Rouge et Blanche-Neige sont capturées par Heart. Il lave le cerveau du Chaperon Rouge pour qu’elle soit sous l’emprise des princesses, et tente de séduire Blanche-Neige pour qu’elle devienne sa reine lorsqu’il aura conquis le monde. Rejeté par Blanche-Neige, Heart utilise sa magie pour amplifier la puissance du fragment et ouvre un portail vers le pays des contes de fées.
Cendrillon se bat avec le Chaperon Rouge, réussissant à faire en sorte que le Chaperon Rouge se souvienne de son vrai moi. « Iron John » voit que Heart lui a menti et brise le tesson, se sacrifiant pour fermer le portail. Blanche-Neige et Heart se battent à nouveau. Heart meurt, quand Blanche-Neige les empale tous les deux avec un glaçon, tandis qu’elle devient gelée à cause de ses pouvoirs, l’épargnant ainsi d’une mort autrement certaine. Les princesses et le Chaperon Rouge décident de trouver un autre moyen de rentrer chez elles et d’aider au réveil de Blanche-Neige.

## Distribution
- Casper Van Dien :Rumpelstiltskin
- Lou Ferrigno : Iron John
- Kimo Leopoldo : Le loup
- Lauren Parkinson : Blanche-Neige
- Milynn Sarley : Cendrillon
- Marah Fairclough : la Belle au bois dormant
- Rileah Vanderbilt : Raiponce
- Elizabeth Peterson : le Chaperon Rouge
- Justine Herron : Jessica
- Jonathan Medina : Jack
- Daniel Nemes : l’officier Ernst
- Henry Brown : l’officier LaGuardia

## Production

### Tournage
Le film a été tourné à l’été 2014 à Los Angeles en Californie aux États-Unis

## Versions
Avengers Grimm est sorti directement en DVD le 14 avril 2015 aux États-Unis. Il a été téléchargé sur le service de streaming instantané de Netflix en juin 2015.

## Autour du film

### Suite
Avengers Grimm a été suivi en 2018 par Avengers Grimm: Time Wars, dans lequel Lauren Parkinson et Marah Fairclough reprennent leurs rôles.